# 6541-es mellékút (Magyarország)
A 6541-es számú mellékút egy majdnem pontosan 26 kilométer hosszú, négy számjegyű mellékút Baranya vármegyében; Pécs keleti térségét köti össze a Mecsek magaslatai között a Völgységgel és Szászvárral.

## Nyomvonala
A 6-os főútból ágazik ki, annak 186+800-as kilométerszelvénye után, Pécs közigazgatási területén, Hird városrész északkeleti, Hird-Újtelep városrész keleti szélén. Észak felé indul, Cseresznyés út néven; 400 méter után keresztezi a MÁV 64-es számú Pécs–Bátaszék-vasútvonalának vágányait, majd az 1+650-es kilométerszelvényénél elhalad Pécs, Pécsvárad és Hosszúhetény hármashatára mellett, illetve ugyanott keresztezi a 6544-es utat, amely ott 8,1 kilométer megtétele után jár. Pécsvárad területét az út ennél jobban nem is érinti, a folytatásban Hosszúhetény területén húzódik, változatlanul észak felé.
3,7 kilométer után kiágazik az útból északkelet felé a 6547-es út, ez vezet végig Hosszúhetény Ormánd településrészén, majd a település központján. A 6541-es épp csak súrolja Hosszúhetény lakott területeit, külterületek között halad tovább, ezután is jobbára északi irányt követve. 5,7 kilométer után keresztezi a 64-es vasútvonalnak egy, a településre vezető iparvágányát, 6,3 kilométer után pedig visszatorkollik bele a 6547-es út.
Innen nyugatnak fordul, és egy kanyargósabb szakasza következik a Mecsek magaslatai között. 9,5 kilométer után lépi át Komló határát, ott először Zobákpuszta városrészt éri el, 9,8 kilométer után. A 10+150-es kilométerszelvénynél, a kis városrész északi szélén egy elágazáshoz ér: nyugat felé a 6542-es út ágazik ki belőle Komló belvárosa felé, a 6541-es pedig északnak folytatódik. Hamarosan eléri a Völgységi-patak völgyét, innen azt követi, egyúttal – közel négy kilométeren át – Komló és Hosszúhetény határvonalát is kísérve. A 14+350-es kilométerszelvényénél éri el a két előbbi település és Magyaregregy hármashatárát, onnan a folytatásban ez utóbbi község területén halad.
A 17. kilométerénél éri el az út a várvölgyi településrészt – innen érhető el Magyaregregy legismertebb látványossága, a középkori Márévár –, 17,8 kilométer után pedig beér a faluba, Máré utca néven. A központtól északra már Kossuth utca lesz a neve, így lép ki a község belterületéről, kevéssel a huszadik kilométerének elérése előtt. Továbbra is a Völgységi-patak mentén húzódva, 20,3 kilométer után lép át a következő település, Kárász területére, nem sokkal később pedig már annak házai között húzódik Ady Endre utca néven.
A központban, a 21+150-es kilométerszelvényénél kiágazik belőle észak felé a 7 kilométer hosszú 65 181-es út, ez vezet Szalatnak és azon keresztül a zsákfalunak tekinthető Köblény településekre, illetve ezen érhető el a Dombóvár–Bátaszék-vasútvonal Szalatnak megállóhelye és Kárász-Köblény megállóhelye is. A folytatásban az út a Petőfi Sándor utca nevet veszi fel – itt nagyjából kelet felé haladva – és így lép ki a község belterületeiről, 21,9 kilométer után.
22,4 kilométer megtételét követően érkezik meg az út Vékény közigazgatási területére, itt egy kicsit északabbi irányt vesz. 22,9 kilométer után előbb kiágazik belőle egy alsóbbrendű bekötőút keletnek, a település központjába, majd egy néhány száz méteres szakasz erejéig az út maga is belép Vékény házai közé, a község északi peremén elhaladva. 23,8 kilométer után lépi át az útjába eső utolsó település, Szászvár, 25,3 kilométer éri el a nagyközség lakott területét. ahol a Kiss György utca nevet veszi fel. A 6534-es útba torkollva ér véget, annak 13+800-as kilométerszelvénye előtt, Szászvár központjában.
Teljes hossza, az országos közutak térképes nyilvántartását szolgáló kira.gov.hu adatbázisa szerint 25,966 kilométer.

## Települések az út mentén
- Pécs-Hird
- (Pécsvárad)
- Hosszúhetény
- Komló-Zobákpuszta
- Magyaregregy
- Kárász
- Vékény
- Szászvár